# キノボリジャコウネコ
キノボリジャコウネコ（Nandinia binotata）は、キノボリジャコウネコ科に分類される小型の食肉類。キノボリジャコウネコ科、キノボリジャコウネコ属は本種のみから成る単型分類群である。サブサハラアフリカに分布し、森林に生息する。夜行性であり、樹上で果実を食べる。IUCNのレッドリストでは低危険種とされている。

## 分類
1830年にジョン・エドワード・グレイによってライデンの博物館から入手した標本に基づき、Viverra binotata という名前で記載された。1843年にグレイはキノボリジャコウネコ属 Nandinia を提唱し、本種を分類した。属名は生息地での呼称である「nandine」に由来する。1929年にレジナルド・インズ・ポコックはキノボリジャコウネコ属のみが分類されるキノボリジャコウネコ科を提唱した。キノボリジャコウネコは耳管と側頭骨乳突部の構造によってネコ上科と異なると主張した。従来ハクビシンやビントロングと近縁なジャコウネコ科パームシベット亜科に分類されてきたが、分子系統学による研究の結果ネコ型亜目においてジャコウネコ科やネコ科よりもさらに系統樹の根本に近いところで分かれて進化したものであることが分かり、約4450万年前にネコ上科から分岐したことが示されている。食肉目の中では遺伝的に最も孤立しており、単型の上科を構成する。

### 系統
本種の系統関係は以下の系統樹に示される。
|  | ネコ科         |
|  |                |
|  | オビリンサン属 |
|  |                |

|  | ハイエナ科                                                                |
|  |                                                                           |
|  | \| \| マングース科 \| \| \| \| \| \| マダガスカルマングース科 \| \| \| \| |
|  |                                                                           |
|  | マングース科                                                              |
|  |                                                                           |
|  | マダガスカルマングース科                                                  |
|  |                                                                           |

|  | マングース科             |
|  |                          |
|  | マダガスカルマングース科 |
|  |                          |

|  | ハイエナ科                                                                |
|  |                                                                           |
|  | \| \| マングース科 \| \| \| \| \| \| マダガスカルマングース科 \| \| \| \| |
|  |                                                                           |
|  | マングース科                                                              |
|  |                                                                           |
|  | マダガスカルマングース科                                                  |
|  |                                                                           |

|  | マングース科             |
|  |                          |
|  | マダガスカルマングース科 |
|  |                          |

|  | ネコ科         |
|  |                |
|  | オビリンサン属 |
|  |                |

|  | ハイエナ科                                                                |
|  |                                                                           |
|  | \| \| マングース科 \| \| \| \| \| \| マダガスカルマングース科 \| \| \| \| |
|  |                                                                           |
|  | マングース科                                                              |
|  |                                                                           |
|  | マダガスカルマングース科                                                  |
|  |                                                                           |

|  | マングース科             |
|  |                          |
|  | マダガスカルマングース科 |
|  |                          |

|  | ハイエナ科                                                                |
|  |                                                                           |
|  | \| \| マングース科 \| \| \| \| \| \| マダガスカルマングース科 \| \| \| \| |
|  |                                                                           |
|  | マングース科                                                              |
|  |                                                                           |
|  | マダガスカルマングース科                                                  |
|  |                                                                           |

|  | マングース科             |
|  |                          |
|  | マダガスカルマングース科 |
|  |                          |

|  | ネコ科         |
|  |                |
|  | オビリンサン属 |
|  |                |

|  | ハイエナ科                                                                |
|  |                                                                           |
|  | \| \| マングース科 \| \| \| \| \| \| マダガスカルマングース科 \| \| \| \| |
|  |                                                                           |
|  | マングース科                                                              |
|  |                                                                           |
|  | マダガスカルマングース科                                                  |
|  |                                                                           |

|  | マングース科             |
|  |                          |
|  | マダガスカルマングース科 |
|  |                          |

|  | ハイエナ科                                                                |
|  |                                                                           |
|  | \| \| マングース科 \| \| \| \| \| \| マダガスカルマングース科 \| \| \| \| |
|  |                                                                           |
|  | マングース科                                                              |
|  |                                                                           |
|  | マダガスカルマングース科                                                  |
|  |                                                                           |

|  | マングース科             |
|  |                          |
|  | マダガスカルマングース科 |
|  |                          |

|  | ネコ科         |
|  |                |
|  | オビリンサン属 |
|  |                |

|  | ハイエナ科                                                                |
|  |                                                                           |
|  | \| \| マングース科 \| \| \| \| \| \| マダガスカルマングース科 \| \| \| \| |
|  |                                                                           |
|  | マングース科                                                              |
|  |                                                                           |
|  | マダガスカルマングース科                                                  |
|  |                                                                           |

|  | マングース科             |
|  |                          |
|  | マダガスカルマングース科 |
|  |                          |

|  | ハイエナ科                                                                |
|  |                                                                           |
|  | \| \| マングース科 \| \| \| \| \| \| マダガスカルマングース科 \| \| \| \| |
|  |                                                                           |
|  | マングース科                                                              |
|  |                                                                           |
|  | マダガスカルマングース科                                                  |
|  |                                                                           |

|  | マングース科             |
|  |                          |
|  | マダガスカルマングース科 |
|  |                          |

### 下位分類
以下の亜種が知られる。
- Nandinia binotata arborea Heller, 1913
- Nandinia binotata binotata (Gray, 1830)
- Nandinia binotata gerrardi Thomas, 1893
- Nandinia binotata intensa Cabrera & Ruxton, 1926

## 分布と生息地
ギニアから南スーダン、南はアンゴラ、東はジンバブエにかけて、サブサハラアフリカに分布する。標高2,500mまでの落葉樹林、低地の熱帯雨林、拠水林および河畔林、サバンナの森林、伐採された森林から記録されている。1950年代に1個体がビオコ島から捕獲された。しかし1986年から2015年までの調査では記録されなかった。ギニアのオー・ニジェ国立公園では、1996年から1997年に実施された調査で記録された。セネガルでは、主に草本植物の多い開けた生息地を含むニョコロ＝コバ国立公園で2000年に観察された。ガボンのムカラバ・ドゥドゥ国立公園では、2012年に行われたカメラトラップ調査によって森林地帯で記録された。バテケ高原国立公園では、2014年6月から2015年5月の間に実施された調査中に、ムパッサ川の西側でのみ記録された。リベリアでは2013年の調査中に、バルポル郡とボン郡で目撃された。ザンジバルでは2003年にウングジャ島の地下水林で記録された。

## 形態
全身は短い体毛で密に被われる。背面の毛衣は黄灰色や褐色で、毛先は黄褐色や赤褐色。腹面の毛衣は明灰色で、毛先は黄色。頭部から頸部にかけて3本の不明瞭な暗褐色の縦縞、背面に縦縞状に暗褐色の斑点が並ぶ。肩部には左右に2個ずつ白や淡黄色の斑紋が入り、英名（two-spotted=2つの斑点がある）の由来になっている。尾の背面には12-15本の黒い横縞が入る。耳介は小型で丸みを帯びる。歯列は門歯が上下6本、犬歯が上下2本、小臼歯が上下8本、大臼歯が上下4本で計40本。門歯は小型で、犬歯は発達する。盲腸がない。外耳道は分岐しておらず、先端は軟骨状になっている。生殖器の前方（会陰腺）、第3-4指の間に2対の臭腺がある。四肢は短く、第1指は第2-5指と離れて位置する。爪は湾曲し、先端が尖る。縄張りを示すためや交尾の際に使用する強い匂いのする物質を分泌する。成体の雌は体長37-61cm、尾長34-70cm、体重1.2-2.7kgである。成体の雄は体長39.8-62.5cm、尾長43-76.2cm、体重1.3-3kgである。

## 生態
夜行性または薄明薄暮性で、主に樹上棲であり、樹冠にあるつる植物の大きな枝で過ごす。パラソルツリー、ウアパカ属、カキノキ属、イチジク属、パパイヤ、バナナなどの果実を食べる。小型哺乳類、鳥類やその卵、昆虫なども食べる。樹上の果実は後肢と尾で体を木の枝に支えながら、前肢で掴み取って食べる。雄の縄張りは34-153ha、雌では29-70haである。優位な雄の縄張りには複数の雌の縄張りが含まれる。縄張り内の樹上に臭腺のある下腹部や足の裏を擦りつけて、縄張りを主張する。発情したメスをめぐって同種間で激しく争うこともあり、相手を殺すこともある。
ガボンでは、雌は長い雨季と乾季が始まる9月から1月にかけて出産する。妊娠期間は64日で、樹洞で1回に3-4頭（主に2頭）の幼獣を産む。授乳期間は6か月。子育て期間中、雌の乳腺からはオレンジがかった黄色の液体が分泌され、雌の腹部と幼獣の毛皮を変色させる。世代の長さは7-8年である。

## 人との関わり
生息地の喪失とブッシュミートを目的とした狩猟が脅威である。2006年にはクロス川ーサナガ川流域の沿岸林において、ナイジェリア側では年間4,300匹以上が、カメルーン側では年間約3,300匹が狩猟されていると推定されている。
1997年春のギニアでは、村の肉市場で死んだ本種が記録された。2007年にはベナン南部のボヒコンの市場で乾燥した本種の頭が発見され、儀式において呪物として使われていることが示唆された。ガーナの農村部の人々は本種に対して敵対的な態度をとっており、食料や子どもの安全に対する脅威とみなしている。ガボンでは市場で最も頻繁に売られている小型肉食動物の一種である。リベリアの森林は生物多様性のホットスポットとみなされているが、すでに2つに分断されている。広大な土地が商業的な伐採や採掘活動の脅威にさらされており、外国企業が取得した土地は、アブラヤシの大規模なプランテーションを含む農地に転換されている。 